# Fabio Calabria
Fabio Calabria (Canberra, 27 d'agost de 1987), és un ciclista australià, professional des del 2008 i actualment al Team Novo Nordisk. Com tots els seus companys d'equip, pateix de diabetis tipus 1.